# Équipe des Comores de football
Cet article traite de l'équipe masculine. Pour l'équipe féminine, voir Équipe des Comores féminine de football
Maillots
L'équipe des Comores de football est l’équipe nationale qui représente les Comores dans les compétitions internationales masculines de football, sous l’égide de la Fédération des Comores de football. Elle consiste en une sélection des meilleurs joueurs comoriens. Les joueurs sont surnommés « Cœlacanthes » ou encore les «Veri Piya» (qui signfie « Tous en vert », en shikomori).
Créée en 1979 mais seulement reconnue par la FIFA en 2005, l'équipe est actuellement entraînée par Stefano Cusin.

## Histoire

### Avant l'entrée dans la FIFA (1979-2005)
Après l'indépendance du pays en 1975, les Comores ne sont pas membres de la FIFA ; la sélection ne dispute donc pas les grandes compétitions internationales et se contente des Jeux des îles de l'océan Indien. La première rencontre de la sélection a lieu lors des Jeux des îles de l'océan Indien 1979 contre Maurice (défaite 3-0). Elle connaît sa première victoire lors du barrage pour les demi-finales contre les Maldives (victoire 2-1) ; les Comores sont éliminés en demi-finales de cette compétition par la Réunion. En 1985, les Comores terminent troisièmes de la compétition. Les Comoriens sont quatrièmes en 1990, éliminés en phase de poules en  1993 et en  1998 et quatrièmes en 2003. Les Comores affichent des résultats médiocres durant cette période, comptant 18 matchs contre 5 sélections pour 2 victoires, 1 nul et 15 défaites.

### Reconnaissance par la FIFA et premiers pas
Après l'affiliation des Comores à la CAF en 2000 puis à la FIFA le 12 septembre 2005, la sélection peut enfin disputer des matchs de compétitions internationales. Ali Mbaé Camara est nommé sélectionneur de l'équipe et est à l'initiative, avec le Directeur technique national Abalanrabou Abdou Chacour, du surnom des « Coelacanthes », poisson préhistorique et patrimoine national des Comores, symbolisant la résilience et la longévité.
Les Comores ne participent pas aux qualifications à la Coupe d'Afrique des nations de football 2008 qui débutent en septembre 2006, le pays ne possédant pas encore de stade aux normes internationales. La première apparition de la sélection dans l'ère FIFA a lieu  en décembre 2006 lors des qualifications de la Coupe arabe des nations 2009. Les Comores sont placés dans le groupe 1 avec le Yémen, Djibouti et la Palestine qui déclare forfait, les matchs de ce groupe se déroulant à Sanaa. Les Comoriens s'inclinent lors du premier match contre les Yéménites sur le score de 2 à 0, avant de s'imposer contre les Djiboutiens par 4 buts à 2. Cela ne suffit pas pour se qualifier pour le tour suivant d'une compétition qui sera de toute façon annulée.
Les Comores participent ensuite aux Jeux des îles de l'océan Indien 2007 qui voit la venue des premiers joueurs issus de la diaspora comme Kassim Abdallah ou Salim Mramboini ; les Comoriens sont éliminés dès la phase de poules. Ils jouent ensuite le premier  tour aller des  éliminatoires de la Coupe du monde 2010 (qui fait aussi office de qualifications à la Coupe d'Afrique des nations 2010) contre Madagascar, s'inclinant lourdement par 6 buts à 2 ; le sélectionneur Ali Mbaé Camara démissionnera à la suite de cet échec. Le match retour sera perdu 4-0.

### Qualification à la Coupe d'Afrique des nations 2012
En 2010, les Cœlacanthes participent pour aux éliminatoires de la coupe d'Afrique des Nations. Les Comores figurent dans le groupe C avec la Zambie (futur vainqueur de la compétition), la Libye et le Mozambique.
Le 5 septembre, pour son premier match des éliminatoires, les Comoriens commencent par une lourde défaite 4-0 face à la Zambie à Lusaka (à noter que ce match a été joué sans joueurs expatriés, donc M.Chamité a eu seulement la possibilité de faire jouer des joueurs du championnat comorien). Les expatriés sont présents pour le second match des éliminatoires, mais les Comores s'inclinent tout de même à domicile 1-0 à la dernière minute de jeu face au Mozambique malgré une nette domination des Comoriens tout au long du match. La 3e journée de ces éliminatoires a vu les Comores affronter la Libye à Bamako (ce match a été délocalisé au Mali, à Bamako à cause de la guerre civile en Libye), le 28 mars 2011 qui s'est conclu par une défaite, 3-0.
Le 5 juin 2011, les Comores arrachent leur premier point dans ces qualifications en faisant match nul 1-1 face à la Libye à Mitsamiouli. Il a fallu attendre la 4e journée pour voir les Cœlacanthes marquer leur premier but dans cette compétition marqué par le joueur de l'AS Saint-Étienne, Aboudoulaide Mzé M'baba. Le 4 septembre 2011, pour le compte de la 5e journée, les Comores (déjà éliminés) s'inclinent une nouvelle fois à domicile sur le score de 2-1 face à la Zambie. Les Zambiens ouvrent le score par Christopher Katongo (23e), mais 14 minutes après, Mohamed Youssouf égalise pour les Cœlacanthes. À 3 minutes de la fin de la rencontre, Emmanuel Mayuka trompe Mahamoud Mroivili et permet à son équipe de remporter ce match, dans un scénario quasiment identique à celui face au Mozambique lors de la 2e journée. Pour le dernier match de ces éliminatoires, les Cœlacanthes se déplacent à Maputo pour affronter le Mozambique. Ce match est sans enjeu vu que les deux équipes sont déjà éliminées. Les Cœlacanthes s'inclinent une nouvelle fois sur le score de 3-0, qui était d'ailleurs le score à la mi-temps, avec seulement des joueurs locaux.
Pour leur première expérience aux éliminatoires de la CAN les Comores terminent derniers de leur groupe avec seulement 1 point.

### Forfait pour la CAN 2013
À la surprise générale, lors du tirage au sort du 1er tour des éliminatoires de la CAN 2013 qui a eu lieu le 27 octobre 2011, les Comores n'étaient même pas dans les équipes en lice pour ces qualifications. La Fédération de football des Comores a décidé de déclarer forfait pour ces éliminatoires pour des problèmes financiers.

### 2014, début d'une nouvelle ère
Après plus de 2 ans sans jouer, l'équipe fait son retour sur les terrains accompagné d'un nouveau staff technique. Amir Abdou est nommé sélectionneur tout en occupant en parallèle sa fonction d'entraîneur du FC Golfech, Fabien Pujo est son entraîneur adjoint, lui aussi occupe en même temps la fonction d'entraîneur dans un club de CFA 2 qui est le Bergerac Périgord FC et le nouvel entraîneur des gardiens n'est pas inconnu car il s'agit de Gilles Bourges qui a notamment été entraîneur des gardiens au Paris Saint-Germain. Le 5 mars 2014, l'équipe nationale des Comores dispute son premier match amical de son histoire contre le Burkina Faso finaliste de la CAN 2013 au stade Francis Turcan de Martigues. Les Cœlacanthes parviennent à faire match nul 1-1.

#### Qualifications de la CAN 2015 et nouvelles désillusions
Après ce bon résultat face au Burkina Faso, les joueurs d'Amir Abdou partent en confiance dans l'espoir de décrocher une qualification pour la phase finale de la CAN au Maroc. Mais ils seront rapidement remis sur terre par le Kenya qui s'impose à l'aller, bien que tenu en échec au retour. Mais cette élimination des Comores aura vu la reconstruction d'une équipe composée de joueurs d'expérience et pouvait promettre de bonne choses à l'avenir. Malheureusement, par manque des matchs amicaux et l'incapacité de la fédération à en organiser, les Comores chutent au classement FIFA en fin d'année. En mai 2015, les Cœlacanthes déclarent forfaits pour la Coupe COSAFA en Afrique du Sud. Malgré tout, les Comores prendront part aux éliminatoires de la CAN 2017 en s'inclinant 2-0 au Burkina Faso. En août 2015, alors que les Comores doivent disputer les Jeux des îles de l'océan Indien, l'équipe nationale doit déclarer forfait pour des raisons diplomatiques.

#### Qualifications de la CAN 2017
Les Cœlacanthes se retrouvent au groupe D des éliminatoires de la coupe d'Afrique des nations 2017 avec le Burkina Faso, l'Ouganda et le Botswana. Le 13 juin 2015, ils affrontent le Burkina Faso à Ouagadougou et s'inclinent 2-0. En août 2015, Amir Abdou dévoile sa liste de 23 joueurs pour affronter l'Ouganda le 5 septembre à Mitsamiouli mais les hommes d'Amir Abdou s'inclinent une deuxième fois 1-0.
Les Comores affrontent le Botswana à Mitsamiouli le 24 mars 2016 et enregistrent leur première victoire dans ce groupe sur le score de 1-0. Pour la quatrième journée des éliminatoires, ils se déplacent à Francistown et s'inclinent sur le score de 2-1. Ils doivent alors s'imposer face au Burkina Faso chez eux à Moroni pour encore espérer une qualification mais ils s'inclinent pour la troisième fois, perdant sur le score de 1-0 . Les Cœlacanthes sont officiellement éliminés et jouent leur dernier match des éliminatoires face à l'Ouganda, perdant une nouvelle fois sur le score de 1-0.

#### Qualifications de la Coupe du monde 2018
Les Comores affrontent au premier tour préliminaire le Lesotho le 7 octobre 2015 à Moroni, pour se qualifier au deuxième tour. Les Comoriens font match nul au match aller sur un score vierge de 0-0 puis au match retour les joueurs d'Amir Abdou font match nul (1-1) et en règle des buts à l'extérieur, se qualifient pour le deuxième tour préliminaire de la Coupe du Monde 2018 pour la première fois de leur histoire.
Les Cœlacanthes affrontent le Ghana au deuxième tour préliminaire des éliminatoires de la Coupe du monde 2018. Les Comores créent la surprise en faisant match nul face au Ghana, et avec un but injustement refusé à Ali M'Madi à la 80e minute. Le match retour voit les Comoriens perdre 0-2 sur le terrain du Ghana et donc être éliminés.

#### Qualifications de la CAN 2019
Les Comores ont une double confrontation contre l’Île Maurice, pour intégrer la poule B avec le Cameroun, le Maroc et Malawi des éliminatoires de la CAN 2019. Les hommes d'Amir Abdou gagnent le match aller à Mitsamiouli sur le score de 2 à 0, le 24 mars 2017. Les Comores font match nul 1 à 1 lors du match de retour contre l'île Maurice, le 28 mars 2018  Les Comores sont donc qualifiés pour les éliminatoires de la CAN 2019.
Lors de la première journée des phases de qualification, les Coelacanthes s'inclinent 1 - 0 face au Malawi au Bingu National Stadium de Lilongwe, le 10 juin 2017. Les Comores reçoivent les Lions Indomptables du Cameroun au Stade Saïd Mohamed Cheikh de Mitsamiouli, le 8 septembre 2018 où le Cameroun est tenu en échec sur le score de 1 but partout à la fin de la rencontre. À Casablanca où les Lions de l'Atlas du Maroc s'opposent face aux Coelacanthes des Comores. Cette rencontre se conclut avec une défaite d'un but à zéro pour les Comores, le 13 octobre 2018, avec un but encaissé sur penalty, deux minutes après que le temps additionnel s'était écoulé ; la partialité de l'arbitrage sera même fustigée par Abdeslam Ouaddou, ancien international marocain.
Néanmoins lors de la quatrième journée du groupe B aux éliminatoires de la CAN 2019, les Comores tiennent en échec le Maroc sur le score de 2-2 au Stade Mohamed Saïd Cheikh de Mitsamiouli, le 16 octobre 2018. Les Comores toujours quatrième du classement gagnent face au Malawi au Stade Bomer de Moroni, le 17 novembre 2018 avec notamment un but de El Fardou Ben Nabouhane qui assure la première place des buteurs du groupe B ; néanmoins la victoire du Maroc contre le Cameroun juste avant le match élimine les Comores. La dernière journée des éliminatoires de la CAN 2019 contre le Cameroun au Stade Ahmadou-Ahidjo voit les Cœlacanthes s'incliner sur le score de 3 buts à 0, le 23 mars 2019.
La Fédération de football des Comores lance une procédure au Tribunal arbitral du sport contre la décision de la CAF de maintenir le Cameroun dans la compétition ; en effet, la CAN 2019 devait initialement se jouer au Cameroun mais le pays décline finalement en raison de leur incapacité à organiser la compétition ; selon l'article 2.3 de la CAN, le Cameroun devrait donc être disqualifié. Le TAS déboute la FFC le 4 juin 2019.

#### Qualifications de la CAN 2021
Les Comores, exemptés du premier tour qualificatif, évoluent dans le Groupe G des qualifications à la Coupe d'Afrique des nations de football 2021 avec le Kenya, l'Égypte et le Togo. Leur premier match de qualification est contre le Togo au Stade de Kégué, un match de revanche après leur élimination de la Coupe du monde 2022 contre cette même équipe ; les coelacanthes s'imposent 1 à 0 sur un but de Faïz Selemani.
Le deuxième match contre l'Égypte au Stade omnisports de Malouzini se conclut sur un score nul et vierge. Les Comores sont alors classés premier de leur poule avant une longue interruption du football continental en raison de la pandémie de Covid-19. Après un match nul face au Kenya à Nairobi et une victoire 2-1 à Moroni, les Comores sont à un point de créer l'exploit de se qualifier pour la première fois de leur histoire pour la Coupe d'Afrique des Nations.
Le 25 mars 2021, les Comores font match nul (0-0) contre le Togo, se qualifiant ainsi pour la Coupe d'Afrique des nations ; il s'agit de leur première phase finale d'une compétition majeure. La campagne se conclut sur une lourde défaite 4-0 en Égypte ; les Pharaons de Mohamed Salah terminent donc à la première place du groupe devant les Comoriens.

#### Coupe arabe de la FIFA 2021
Après un stage ponctué de deux matchs amicaux contre la Gambie et le Kosovo prévus début juin 2021 à Antalya annulé, les Comores entrent sans préparation au tour de qualification de la Coupe arabe de la FIFA 2021 avec une équipe fortement remaniée et dirigée par le sélectionneur adjoint, dans un contexte de primes non payées et de tensions entre joueurs, staff et fédération. Six joueurs sont appelés pour la première fois sous le maillot vert. Malgré l'ouverture du score par Moussa Djoumoi, les Comoriens s'inclinent largement sur le score de 5 à 1 contre la Palestine à Doha le 24 juin 2021, et ne se qualifient pas pour la phase finale prévue à la fin de l'année.

#### Coupe d'Afrique des nations 2021: Une première participation historique
Les Comores figurent dans le groupe C de la Coupe d'Afrique des nations de football 2021, qui se déroule en janvier et février 2022 au Cameroun,. Leur premier match les voit s'incliner contre le Gabon sur le score de 1-0. Le deuxième match se conclut également sur une défaite 2-0 contre le Maroc, malgré un match remarqué du gardien Salim Ben Boina, élu homme du match.
Le troisième match oppose les Comoriens au Ghana. Cette rencontre, où Salim Ben Boina sort sur blessure, se conclut sur une victoire historique des Comoriens par 3 buts à 2, dont 2 buts de Ahmed Mogni, éliminant le Ghana, et permettant aux Cœlacanthes de terminer troisième de la poule. La sélection termine quatrième meilleure troisième de la compétition et se qualifie pour les huitièmes de finale, qui les oppose au pays organisateur, le Cameroun. Déjà privés de Faiz Selemani, suspendu, les Comoriens comptent douze cas positifs au Covid-19 dans leur sélection avant le match, dont tous les gardiens disponibles. Le jour même, Ali Ahamada est testé négatif, mais un changement du protocole le jour même par la Confédération africaine de football le rend inéligible pour le match, provoquant l'ire des observateurs ; c'est alors le défenseur Chaker Alhadhur qui prend place dans les buts. Malgré toutes ces péripéties et une exclusion d'entrée de jeu du capitaine Nadjim Abdou, les Comoriens s'inclinent sur la plus petite des marges, par 2 buts à 1.

#### Qualifications de la CAN 2023
Après leur parcours lors de la Coupe d'Afrique des nations de football 2021 au Cameroun, où ils ont été éliminés en huitièmes de finale, les Cœlacanthes entament leur campagne de qualification pour la CAN 2023 en Côte d'Ivoire, prévue en janvier 2024. Les Comoriens, placés dans le groupe H, en compagnie du Lesotho, de la Zambie et de la Côte d'Ivoire, pays organisateur de la compétition et qualifié pour la phase finale, un seul billet sera donc en jeu dans ce groupe.
En juin 2022, lors de la première journée de cette campagne, les Comores affrontent le Lesotho au Stade omnisports de Malouzini, et remportent le match par un score de 2-0, entamant ainsi leur parcours de manière positive. Le 7 juin 2022, pour le second match comptant pour  la deuxième journée, l'équipe nationale se rend en Zambie pour y affronter les  Chipolopolos. Malgré l'ouverture du score des Comoriens par l'attaquant El Fardou Ben Nabouhane (13e), les visiteurs enregistrent une défaite sur le score de 2-1.
S'ensuit une pause, dans cette campagne de qualifications pour la  CAN 2023 à la demande des équipes africaines qualifiées pour la  Coupe du Monde 2022™ au Qatar qui souhaitent utiliser la fenêtre internationale de septembre pour se préparer au mieux en vue du tournoi qui aura lieu en fin d'année 2022.
L'équipe nationale des Comores se retrouve donc en mars 2023 pour affronter la Côte d'Ivoire, pays hôte de la compétition, prévue lors d'une double confrontation. Le 24 mars 2023, lors de la troisième journée, les Comores se rendent au Stade de la Paix de Bouaké afin d'y défier les Éléphants. Le match s'est soldé par une défaite des Cœlacanthes sur le score de 3-1. L'attaquant Ibroihim Youssouf, marque le seul but en faveur de son équipe, dans les dernières minutes de la rencontre. Pour le match retour de la quatrième journée, qui s'est déroulé le 28 mars au Stade omnisports de Malouzini, les Comores subissent une nouvelle défaite sur le score de 2-0.
Ces résultats, font chuter les Cœlacanthes à la troisième place du classement avec seulement 3 points, devant le Lesotho (4e) mais derrière la  Zambie (2e) et la Côte d'Ivoire (1ère). Les coéquipiers de Faïz Selemani n'ont plus leur destin en mains : ils devront impérativement remporter les cinquième et sixième journées et espérer que la  Côte d'Ivoire remporte son match de la cinquième journée contre la  Zambie afin de décrocher leur billet pour la seconde phase finale d'affilée de la compétition.
Pour la confrontation cruciale de la cinquième journée des qualifications, contre le Lesotho, prévue le 17 juin 2023, le sélectionneur Younès Zerdouk convoque une liste de 23 joueurs, dont deux nouveaux. Avec une préparation avancée, l'équipe nationale se rend à Johannesburg, en Afrique du Sud, dans le but de renouer avec la victoire et de rester en lice pour la qualification. Cependant, avant le début de la rencontre, les Ivoiriens peinent à s'imposer face aux chipolopolos en Zambie, et concèdent une lourde défaite, sur le score de 3-0. Ce score entraîne l'élimination des Comores dans cette campagne de qualification. Néanmoins, cela n'empêche pas les Cœlacanthes de remporter le match, dans les tout derniers instants de la rencontre sur un but de leur Capitaine, Youssouf M'Changama (0-1, 90e).
Désormais à 6 points et éliminés de la compétition, les Comoriens terminent cette campagne de qualification à la CAN 2023, lors de la 6e et dernière journée, à domicile, en y affrontant la Zambie. Le 9 septembre 2023, les deux équipes concluent le match sur le score de 1-1.

### 2023, Fin d'une ère: L'arrivée d'un nouvel entraîneur
La non-qualification des Comores pour la phase finale de la CAN 2023 en Côte d'Ivoire a conduit la Fédération de football des Comores (FFC) par le biais de son comité exécutif, à ne pas prolonger le contrat de l'entraîneur Younès Zerdouk. Ancien adjoint de Amir Abdou, devenu sélectionneur principal de l'équipe lors du départ de celui-ci. Son bilan aura été de trois victoires, cinq défaites et un match nul à la tête de l'équipe nationale. À la recherche d'un nouveau sélectionneur, la FFC a officialisé l'arrivée de l’italien Stefano Cusin le 21 septembre 2023. Ancien entraîneur du Soudan du Sud, Cusin s'engage pour une durée de deux ans, englobant les qualifications pour la Coupe du Monde 2026 et la CAN 2025. Son objectif déclaré est de qualifier l'équipe nationale pour la CAN 2025 au Maroc dont les qualifications, se joueront lors des fenêtres internationales de Septembre à Novembre 2024.
Un rassemblement est programmé pendant la fenêtre internationale FIFA d'octobre 2023, un mois avant le début qualifications pour la Coupe du Monde 2026. Cependant, des désaccords entre les joueurs et la fédération ont entraîné le boycott des joueurs lors de ce rassemblement en France. Face à cette situation, le nouveau sélectionneur a dû composer avec une liste remaniée de jeunes joueurs pour affronter le Cap Vert en match amical. Lors de ce match, les Requins Bleus ont ouvert le score dès la 2e minute grâce à Kenny Rocha Santos. Les Comoriens ont égalisé avec un but de Younes Almihdhoiri à la 48e minute, suivi d'un penalty converti par Adel Mahamoud à la 89e minute, scellant la victoire 2-1 des Cœlacanthes et de leurs jeunes joueurs. Cette victoire positive marque ainsi les débuts de Stefano Cusin à la tête de l'équipe nationale comorienne.

#### Qualifications pour la coupe du monde 2026 - Première partie
Après le rassemblement d'octobre, les Cœlacanthes se tournent vers les qualifications pour la Coupe du Monde 2026, qui se déroulera au Canada, au Mexique et aux États-Unis. Le nouveau format de cette compétition, comprenant désormais 48 équipes, offre l'opportunité à neuf équipes africaines de se qualifier. Afin de déterminer les représentants du continent,  la Confédération Africaine de Football (CAF) a décidé d'instaurer un nouveau format de qualification. Dans ce nouveau schéma, les 54 équipes africaines s'affronteront dans des éliminatoires (répartis entre novembre 2023 et octobre 2025) organisés en neuf groupes de six équipes chacun. Le premier de chaque groupe obtiendra une qualification directe pour la Coupe du Monde. De plus, les quatre meilleurs deuxièmes de ces groupes se réuniront pour disputer un barrage continental. Le vainqueur de ce barrage continental se qualifiera ensuite pour un barrage intercontinental, offrant la possibilité de décrocher une place et devenir le dixième représentant du continent à la Coupe du Monde 2026.
L'équipe des Comores est placée dans le groupe I des qualifications de la Coupe du Monde 2026, aux côtés du Ghana, Madagascar, Mali, de la République centrafricaine, et du Tchad. En prévision des deux premières rencontres prévues à domicile, au Stade omnisports de Malouzini les 17 et 21 novembre 2023, le sélectionneur Stefano Cusin convoque une liste de 24 joueurs, en intégrant deux nouveaux joueurs : Rafiki Saïd, 23 ans, évoluant en tant qu'ailier à l'ESTAC Troyes, en France, et Myziane Maolida, attaquant de 25 ans, évoluant au Hertha Berlin en Allemagne.
L'entame des qualifications, les confronte à la République centrafricaine lors de la première journée. Les Fauves du Bas-Oubangui, surnom de l'équipe nationale centrafricaine, ouvrent le score sur un but contre son camp d'Abdel Hakim Abdallah à la 10e minute (1-0). Les Comoriens, développant leur jeu, parviennent à inscrire des buts par l'intermédiaire de Kassim M'Dahoma à la 29e minute (1-1) et de Benjaloud Youssouf à la 50e minute (1-2), ces derniers sur des passes décisives de Youssouf M'Changama. Le festival de buts côté comorien se poursuit avec les nouveaux venus, Rafiki Saïd marquant son premier but en équipe nationale à la 58e minute (1-3) sur une passe décisive de Benjaloud Youssouf, suivi de Myziane Maolida à la 67e minute (1-4) sur une passe de Saïd Bakari. Toutefois, une nouvelle erreur défensive des Cœlacanthes entraîne un nouveau but contre son camp de Younn Zahary en faveur de la République centrafricaine à la 77e minute (2-4). Les Comores remportent ainsi, leur première victoire en éliminatoires de la Coupe du Monde sur le score de 4-2.
Lors de la deuxième journée des qualifications, les Coelacanthes des Comores se retrouvent face au Ghana. Déjà victorieuse de cette équipe lors de la  CAN 2021 au Cameroun, l'équipe comorienne réitère son exploit et parvient à remporter le match sur un nouveau but signé Myziane Maolida, survenant peu avant la fin de la première période (1-0). Cette nouvelle victoire propulse l'équipe nationale à 6 points, la positionnant en tête du groupe I.
Les deux matchs des 3e et 4e journées des éliminatoires du mois de juin 2024 voient les Cœlacanthes évoluer à l’extérieur, offrant ainsi l’occasion de confirmer les performances des premières journées. Pour affronter les Bareas de Madagascar et les Sao du Tchad, l’entraîneur Stefano Cusin convoque une liste de 24 joueurs, incluant le retour des attaquants Faïz Mattoir et surtout, du meilleur buteur de la sélection, El Fardou Ben Nabouhane (17 buts). Rayan Lutin, milieu de terrain du Amiens SC, est convoqué pour la première fois en A, après un passage dans la catégorie U20 des Comores. Blessés, l’attaquant Rafiki Saïd et le défenseur Ismaël Boura ne feront pas le déplacement.
Lors de la 3e journée, les Cœlacanthes affrontent les Bareas Madagascar au FNB Stadium de Johannesburg en Afrique du Sud, faute de stade homologué à Madagascar. Ce match, aux allures de derby pour les deux nations de l’océan Indien, commence difficilement pour les Comoriens. Menés dès l’entame de la partie par un but de Rayan Raveloson (1-0, 1e), l’équipe comorienne peine à s’imposer dans le jeu, et encaisse un nouveau but en seconde période par ce même joueur (2-0, 66e). Il faut attendre la fin du match, pour voir l’attaquant El Fardou Ben Nabouhane marquer pour les Comores (2-1, 94e). Cette contre-performance, fait chuter les Comoriens à la seconde place du classement, permettant aux Malgaches de prendre provisoirement la première place.
Pour la 4e journée, les Cœlacanthes affrontent les Sao du Tchad, dans un match délocalisé au Stade Municipal d’Oujda au Maroc. Les résultats des autres matchs du groupe, offrent à l’équipe nationale la possibilité de reprendre la première place, à condition de s’imposer. Les "Veri Piya" abordent le match, avec la volonté de décrocher la victoire. Les occasions comoriennes ne manquent pas, et malgré une possession stérile en première période, les Cœlacanthes trouvent le chemin des filets en seconde période grâce à un but de Myziane Maolida sur une passe décisive de Yacine Bourhane (0-1, 59e). Entré à la 73e minute, l’attaquant El Fardou Ben Nabouhane marque à nouveau, et permet à son équipe de l’emporter sur une frappe lointaine à la 79e minute. En battant le Tchad sur le score de 2-0, les Comoriens reprennent la tête du groupe I, en attendant les prochaines journées prévues en mars 2025.

#### Qualifications de la CAN 2025
En attendant la reprise des qualifications pour la Coupe du Monde en mars 2025, les Comores commencent les qualifications pour la prochaine Coupe d’Afrique des Nations, prévue du 21 décembre 2025 au 18 janvier 2026 au Maroc. Ils sont placés dans le groupe A aux côtés de la Tunisie, de la Gambie et de Madagascar.
Pour le premier rassemblement des éliminatoires, Stefano Cusin a sélectionné 24 joueurs, dont un nouveau venu : Warmed Omari, défenseur de 24 ans, prêté par Rennes à Lyon en France. Lors de la première journée, les Cœlacanthes affrontent les Scorpions de Gambie au Stade El Abdi au Maroc, faute d’homologation du Stade Omnisports de Malouzini. Le match voit les Comores ouvrir le score en première période grâce à un coup franc tiré par le capitaine Youssouf M’Changama à la 37e minute. Musa Barrow répond quelques minutes après avec un coup franc marqué à la 45e minute. La deuxième période n’a pas permis à l'une ou l'autre des équipes de prendre le dessus, et le score final reste de 1-1 à l’issue de ce premier match.
Lors de la seconde journée, l’équipe nationale se déplace en Tunisie pour affronter les Bareas de Madagascar au Stade de Radès, en raison de l'absence d’homologation du Stade Mahamasina. Ce derby de l’Océan Indien avait vu les Malgaches l’emporter lors des éliminatoires de la Coupe du Monde 2026. Les Malgaches ouvrent le score dès la 9e minute avec un but de Charles Adriamanitsinoro, qui pousse le ballon au fond des filets après une balle qui traînait dans la surface. Durant cette première période très dynamique, où le ballon circule sans arrêt d’un but à l’autre, les deux équipes ont leurs chances. Cependant, les Comoriens ont un léger avantage, bien que le manque de précision se soit fait sentir à plusieurs reprises, avec des occasions ratées par l’attaquant Myziane Maolida.
Les Cœlacanthes finissent par égaliser sur un énième coup franc repris une seconde fois par Youssouf M’Changama (1-1, 41e). La seconde période reste assez ouverte des deux côtés, avec quelques actions non concrétisées par Myziane Maolida, et le match se termine sur un score de 1-1 entre les deux équipes.
Dans ce groupe, les Comores se classent deuxièmes avec 2 points, derrière la Tunisie (6 points) et devant la Gambie et Madagascar (1 point), en attendant les prochaines journées prévues en octobre.
Le rassemblement d’octobre 2024 est crucial pour les joueurs de Stefano Cusin. Les Cœlacanthes, deuxièmes du groupe A avec 2 points, affrontent les Aigles de Carthage, leader avec 6 points, lors d'une double confrontation les 11 et 15 octobre. Côté comorien, figurent plusieurs absences, notamment celles de Youssouf M'Changama et d'El Fardou Ben Nabouhane, capitaine de la sélection. Pour compenser, deux nouveaux joueurs font leur apparition dans la liste des 23 sélectionnés: Rémy Vita, prêté à Amiens en Ligue 2 par Fortuna Sittard, et Naimoudine Assane, joueur local, évoluant au milieu de terrain au Volcan Club de Moroni.
Le premier match, disputé à l’extérieur au Stade de Radès pour le compte de la troisième journée, voit les Comoriens en difficulté en première mi-temps, acculés par une domination tunisienne. L’objectif, n’étant la possession pour les hommes de Stefano Cusin, mais d’attaquer en transition, malgré quelques d’imprécisions et pertes de balle. Le score reste nul à la pause.
En seconde période, les Cœlacanthes montent en puissance, devenant plus techniques et précis. Ils bousculent les Tunisiens grâce à un jeu de contre-attaque efficace. Sur une contre-attaque menée par Akim Abdallah, Faiz Selemani délivre une passe décisive à Rafiki Said, qui marque le but permettant d’ouvrir le score (0-1, 63e). Malgré une pression tunisienne en fin de partie, la défense comorienne, soutenue par des arrêts décisifs de Yannick Pandor, tient bon. Les Comoriens réalisent un exploit historique en s’imposant 1-0 sur le sol tunisien, où les Aigles de Carthage étaient invaincus depuis 12 ans.
Le match retour, comptant pour la quatrième journée, se déroule à nouveau à l'extérieur. En effet, le Stade Omnisport de Malouzini n'ayant pas obtenu l'homologation de la Confédération Africaine de Football, les hommes de Stefano Cusin doivent recevoir la Tunisie au Stade Félix-Houphouët-Boigny d'Abidjan. Contrairement à la première rencontre, la dynamique est différente. Les Cœlacanthes, plus confiants, utilisent un jeu de transitions qui met à plusieurs reprises les Aigles de Carthage en difficulté. Cependant, les Tunisiens profitent des erreurs techniques des Comoriens lors de leurs contre-attaques. La première mi-temps se termine sur un score nul et vierge.
En seconde période, les Comoriens augmentent l'intensité et parviennent à ouvrir le score à la 49e minute grâce à un centre de Rafiki Said, joueur de l'ESTAC, à destination du capitaine Faiz Selemani. Toutefois, un relâchement des cœlacanthes permet aux Tunisiens d'égaliser à la 68e minute sur un corner concédé par les Comoriens, ramenant le score à 1-1. Malgré la pression des Aigles de Carthage, le match se termine sur ce score de parité entre les deux équipes.
À l'issue de ce rassemblement d’octobre, les Comoriens engrangent 4 points sur 6 possibles, consolidant leur deuxième place avec 6 points, juste derrière la Tunisie (7 points), mais devant la Gambie (5 points) et Madagascar, derniers du groupe avec 2 points.
Le rassemblement de novembre 2024 pourrait s’avérer historique pour l’équipe nationale des Comores. Avec une liste de 24 joueurs, incluant le nouveau venu Zaydou Youssouf, 25 ans, évoluant à Famalicão au Portugal, les Cœlacanthes doivent affronter la Gambie et Madagascar lors des 5ᵉ et 6ᵉ journées des qualifications à la CAN 2025.
La 5ᵉ journée, les opposant à la Gambie au Stade de Berkane au Maroc, faute de stade homologué en Gambie, débute de façon offensive pour les Comoriens, avec une première occasion d’Akim Abdallah dès l’entame du match. Malgré une bonne possession de balle des Comores, les Scorpions ouvrent le score à la 18ᵉ minute grâce à Alassana Jatta, servi par Musa Barrow (1-0). Les Comoriens réagissent rapidement, égalisant sept minutes plus tard grâce à Rafiki Saïd (1-1, 25ᵉ). Exploitant leur vitesse en contre-attaque, les Comores continuent de mettre la défense gambienne sous pression. Quelques actions dangereuses des Gambiens viennent toutefois conclure cette première mi-temps sur le score de 1-1.
En seconde période, les Cœlacanthes maintiennent la pression, mais la Gambie tient bon grâce à sa solidité défensive. À l’heure de jeu, un centre comorien est dégagé in extremis par le gardien gambien Ebrima Jarju, avant qu’une autre frappe des Comores ne vienne heurter la barre transversale. La Gambie se procure également des occasions, notamment par l’intermédiaire d’Omar Colley, dont la tentative passe près du but à la 75ᵉ minute.
L’entrée de Myziane Maolida pour les Comores à la 78ᵉ minute va faire basculer le match. À la 90ᵉ minute, sur un centre parfait de Faïz Selemani au second poteau, Maolida parvient à placer une tête qui permet aux Comoriens de prendre l’avantage. Dans les cinq minutes de temps additionnel, la Gambie tente par tous les moyens de revenir au score, mais les Cœlacanthes tiennent bon et valident ainsi leur qualification pour la CAN 2025 en l’emportant 2-1.
Avec cette victoire, les Comores restent deuxièmes du groupe A avec 9 points et décrochent leur place pour la CAN 2025, leur deuxième qualification après celle de 2021. La Gambie, quant à elle, termine troisième avec 5 points, et est éliminée de la course pour une troisième participation consécutive à la CAN.
La 6ᵉ et ultime journée des qualifications pour la CAN 2025 voit les Comores affronter Madagascar, son voisin de l’océan Indien. Délocalisé à Al Hoceïma au Maroc, ce derby régional où les Cœlacanthes n’avaient jamais réussi à l’emporter, revêtait d'un enjeu crucial : une victoire leur permettrait de décrocher la première place du groupe.
La première mi-temps est marquée par une lutte équilibrée entre les deux équipes, sans qu’aucune ne parvienne à prendre l’avantage. C’est donc sur un score vierge que les joueurs regagnèrent les vestiaires.
Le tournant du match survient dès le début de la seconde période. À la 48ᵉ minute, Yacine Bourhane trouve le chemin des filets, offrant aux Comoriens une avance précieuse. Malgré une intensité offensive croissante, les tentatives des Cœlacanthes pour aggraver le score sont repoussées par le gardien malgache. De leur côté, les Bareas multiplient les efforts dans les dernières minutes pour arracher l’égalisation, mais les Comores finissent par s'imposer 1-0 et terminent ainsi premiers du groupe A.
Cette victoire historique, met fin à une série de 12 confrontations infructueuses face à Madagascar. Avec trois victoires et trois matchs nuls en six rencontres, les Cœlacanthes concluent leur campagne de qualification de manière invaincue, un exploit inédit dans toute l’histoire de l’équipe nationale.

#### Qualifications pour la coupe du monde 2026 - Deuxième partie
Après leur qualification pour la prochaine Coupe d’Afrique des Nations 2025 obtenue en novembre 2024, l’équipe des Comores entame sa première trêve internationale de l’année en reprenant les qualifications pour la Coupe du Monde 2026, avec les cinquième et sixième journées des qualifications. Pour ces deux matchs, le sélectionneur national, Stefano Cusin, a convoqué une liste de 24 joueurs, incluant un nouveau venu : Ali Abdallah Aboubacar, ailier de 18 ans, prêté par Strasbourg au club portugais de Torrense, en deuxième division, marquant ainsi une nouvelle prouesse du sélectionneur dans la recherche de nouveaux talents. On note également l’absence de l’attaquant El Fardou Ben Nabouhane, pour cause de blessure, mais le retour d' Adel Mahamoud, attaquant et joueur du FC Nantes, qui revient après une longue blessure.
Dans ces journées, les Cœlacanthes affrontent le Mali et le Tchad au Stade municipal de Berkane, au Maroc, en raison de la non-homologation du Stade omnisports de Malouzini. Cela fait désormais 16 mois que l’équipe joue ses matchs à l’extérieur, la fédération de football, n’ayant pas réussi à obtenir l’homologation de son stade et n’avance aucune date quant à l’homologation de celle-ci.
La 5e journée des qualifications oppose les Comores aux Aigles du Mali, le 20 mars 2025 à 21 h 00 heure marocaine, (00 h 00 aux Comores et 22 h 00 en France). Dès l’entame du match, les Coelacanthes adoptent une approche prudente, préférant laisser la possession aux Maliens, qui se procurent une occasion à la 10a minute sans parvenir à concrétiser. L’équipe nationale comorienne, tente peu à peu d’imposer son jeu, en essayant d’avoir des phases de possession. Cependant, ce sont les aigles qui prennent l’avantage au score, par l’intermédiaire de Nene Dorgeles, attaquant de Salzbourg (0-1, 22e).
Piqués au vif, les Comoriens réagissent en intensifiant leur domination du ballon, multipliant les centres et les tentatives de Rafiki Said et Myziane Maolida, malheureusement infructueuses. À la 36e minute, un coup franc dangereux de Faiz Selemani oblige le gardien Malien Djigui Diarra à une intervention décisive. Malgré les efforts de la partie comorienne, la première période s’achève sur le score de 1-0 en faveur des Maliens.
Au retour des vestiaires, les Coelacanthes montrent plus d’intensité et de maîtrise technique, déterminés à revenir au score. Pourtant, ce sont les Aigles qui frappent à nouveau : à la 55e minute, Kamory Doumbia, bien servi en retrait par El Bilal Touré depuis le côté gauche, n’a plus qu’a pousser le ballon dans le but pour faire le break (0-2, 55e). La situation pour les Comores se complique avec quelques minutes plus tard, un nouveau but du Mali sur une action orchestrée par un bissouma en meneur de jeu à gauche qui adresse une passe aux abords de la surface à Doumbia, placé à droite. Yannick Pandor trompé par le déplacement du ballon au premier poteau, offre ainsi un doublé à l’attaquant Malien (0-3, 63e).
Malgré quelques tentatives pour réduire l’écart et à des changements de joueurs avec l’entrée du nouveau venu  Ali Abdallah Aboubacar, les Comores ne parviennent pas à inverser la tendance et s’inclinent 3-0 face aux Aigles du Mali, concédant ainsi leur deuxième défaite dans ces qualifications.
À l’issue de cette 5e  journée, les Comoriens (9 points) chutent au classement, et se classent en troisième position, toujours devant l’équipe Malienne (8 points). Le Ghana et Madagascar, se placent respectivement en première et deuxième position de ce classement du groupe I. 
Le 25 mars 2025, les Comores affrontent le Tchad dans le cadre de la 6e journée. Toujours dans le même stade, les Coelacanthes donneront l’envie de se racheter après leur déconvenue face aux Aigles du Mali. Dès le coup d’envoi, la possession est comorienne et les actions en faveur de l’équipe comorienne fusent. A plusieurs reprises, les Comoriens tirent et envoient leur occasions à leurs attaquants mais le ballon ne parvient pas à rentrer dans le but. Il faut attendre peu avant la demi-heure de jeu, pour voir le compteur s’ouvrir sur un tir croisé de l’attaquant Troyen Rafiki Said, (0-1, 24e). Le reste de la première mi-temps est à sens unique en faveur de la formation comorienne.
Au retour des vestiaires, les Comoriens maintiennent leur pression offensive, espérant ainsi aggraver le score. Cependant, les Comoriens souffrent d’un manque de réalisme devant les buts avec plusieurs occasions ratées par l’attaquant Myziane Maolida et une occasion ratée du jeune Rayan Lutin. Le restant de la partie voit les Coelacanthes dominer sans pour autant marquer un second but.
La rencontre s’achève sur le score de 1-0, mais l’équipe comorienne a montré un manque d’efficacité offensif devant le but adverse, qui reste un point de frustration pour l’équipe. Le sélectionneur Stefano Cusin reconnait les difficultés de son groupe à concrétiser ses opportunités, soulignant ainsi « le manque de réalisme» de son équipe et la nécessité d’améliorer la finition pour les prochains matchs. 
À l'issue de cette sixième journée, l'équipe des Comores se classent deuxièmes avec 12 points, à trois longueurs du leader Ghanéen (15 points), mais devant leurs adversaires Malgaches (10 points) et Maliens (9 points). La République Centrafricaine (5 points) et le Tchad (0 points) complétent le classement du groupe I, en attendant les prochaines journées prévues au mois de Septembre 2025.

## Résultats de l'équipe des Comores

### Palmarès
| Compétitions internationales                               | Compétitions régionales                                                                          |
| ---------------------------------------------------------- | ------------------------------------------------------------------------------------------------ |
| - Coupe d'Afrique des nations - Huitième de finale en 2022 | - Jeux des îles de l'océan Indien : - Troisième : 1979 et 1985 - Coupe COSAFA - Troisième : 2025 |

### Résultats

#### Parcours enCoupe du monde
| Année | Position    |      | Année       | Position |                   | Année | Position |
| 1930  | Non inscrit | 1970 | Non inscrit | 2002     | Non inscrit       |       |          |
| 1934  | Non inscrit | 1974 | Non inscrit | 2006     | Non inscrit       |       |          |
| 1938  | Non inscrit | 1978 | Non inscrit | 2010     | Tour préliminaire |       |          |
| 1950  | Non inscrit | 1982 | Non inscrit | 2014     | Tour préliminaire |       |          |
| 1954  | Non inscrit | 1986 | Non inscrit | 2018     | Tour préliminaire |       |          |
| 1958  | Non inscrit | 1990 | Non inscrit | 2022     | Tour préliminaire |       |          |
| 1962  | Non inscrit | 1994 | Non inscrit | 2026     | À venir           |       |          |
| 1966  | Non inscrit | 1998 | Non inscrit |          |                   |       |          |

#### Parcours enCoupe d'Afrique des nations
| Année | Position    |      | Année       | Position |                    | Année   | Position |
| 1957  | Non inscrit | 1982 | Non inscrit | 2006     | Non inscrit        |         |          |
| 1959  | Non inscrit | 1984 | Non inscrit | 2008     | Non inscrit        |         |          |
| 1962  | Non inscrit | 1986 | Non inscrit | 2010     | Tour préliminaire  |         |          |
| 1963  | Non inscrit | 1988 | Non inscrit | 2012     | Tour préliminaire  |         |          |
| 1965  | Non inscrit | 1990 | Non inscrit | 2013     | Non inscrit        |         |          |
| 1968  | Non inscrit | 1992 | Non inscrit | 2015     | Tour préliminaire  |         |          |
| 1970  | Non inscrit | 1994 | Non inscrit | 2017     | Tour préliminaire  |         |          |
| 1972  | Non inscrit | 1996 | Non inscrit | 2019     | Tour préliminaire  |         |          |
| 1974  | Non inscrit | 1998 | Non inscrit | 2021     | Huitième de finale |         |          |
| 1976  | Non inscrit | 2000 | Non inscrit | 2023     | Tour préliminaire  |         |          |
| 1978  | Non inscrit | 2002 | Non inscrit | 2025     | Qualifié           |         |          |
| 1980  | Non inscrit | 2004 | Non inscrit |          | 2027               | À venir |          |

#### Parcours enChampionnat d'Afrique des nations
Cette compétition est restreinte aux joueurs locaux.
| Année | Position       |      | Année          | Position |
| 2009  | Non inscrit    | 2018 | Qualifications |          |
| 2011  | Non inscrit    | 2021 | Qualifications |          |
| 2014  | Qualifications | 2022 | Qualifications |          |
| 2016  | Qualifications | 2024 | Qualifications |          |

#### Parcours à laCoupe arabe des nations/Coupe arabe de la FIFA
| 1963 à 2002 | Non inscrit    |
| 2009        | Qualifications |
| 2012        | Non inscrit    |
| 2021        | Qualifications |

#### Parcours à laCoupe COSAFA
| Année       | Position         |      | Année            | Position |
| 1997 à 2007 | Non inscrit      | 2021 | Forfait          |          |
| 2008        | Phase de groupes | 2022 | Phase de groupes |          |
| 2009        | Phase de groupes | 2023 | Phase de groupes |          |
| 2013 à 2017 | Non inscrit      | 2024 | Quatrième        |          |
| 2018        | Phase de groupes | 2025 | Troisième        |          |
| 2019        | Quarts de finale |      |                  |          |

#### Parcours aux Jeux des îles de l'océan Indien
| Année | Position  |      | Année            | Position |
| 1979  | Troisième | 2007 | Sixième          |          |
| 1985  | Troisième | 2011 | Cinquième        |          |
| 1990  | Quatrième | 2015 | Forfait          |          |
| 1993  | Cinquième | 2019 | Phase de groupes |          |
| 1998  | Cinquième | 2023 | Quatrième        |          |
| 2003  | Quatrième | 2027 | A venir          |          |

### Statistiques
Les matchs non reconnus par la FIFA, telles que les matchs avant l'intégration de la Fédération comorienne à la FIFA en 2005, les rencontres contre des équipes non-FIFA comme La Réunion ou Mayotte, ou encore les matchs amicaux dépassant le nombre limite de changements, ne sont pas numérotés. Les matches de l'équipe locale sont comptabilisés comme des matchs internationaux à part entière.

### Classement FIFA
| Année              | 2006 | 2007 | 2008 | 2009 | 2010 | 2011 | 2012 | 2013 | 2014 | 2015 | 2016 | 2017 | 2018 | 2019 | 2020 | 2021 |
| ------------------ | ---- | ---- | ---- | ---- | ---- | ---- | ---- | ---- | ---- | ---- | ---- | ---- | ---- | ---- | ---- | ---- |
| Classement mondial | 207  | 187  | 198  | 176  | 186  | 187  | 194  | 198  | 173  | 172  | 140  | 131  | 143  | 133  | 130  | 132  |
| #                  | 2022 | 2023 | 2024 |      |      |      |      |      |      |      |      |      |      |      |      |      |
| Classement mondial | 131  | 131  | 103  |      |      |      |      |      |      |      |      |      |      |      |      |      |

## Composition

### Joueurs
Seuls les matchs reconnus par la FIFA sont pris en compte.
|   | Joueur                  | Carrière  | Sélections |
| - | ----------------------- | --------- | ---------- |
| 1 | Youssouf M'Changama     | 2010-     | 66         |
| 2 | Bendjaloud Youssouf     | 2015-     | 48         |
| 3 | Ibroihim Youssouf       | 2017-     | 43         |
| 3 | Saïd Bakari             | 2017-     | 43         |
| 4 | El Fardou Ben Nabouhane | 2014-     | 42         |
| 5 | Fouad Bachirou          | 2014-2023 | 41         |
| 6 | Nadjim Abdou            | 2010-2022 | 39         |
| 7 | Faïz Selemani           | 2017-     | 37         |
| 7 | Mohamed Youssouf        | 2011-     | 37         |
| 8 | Ali Ahamada             | 2016-2023 | 36         |
| 9 | Ali M'Madi              | 2010-2023 | 34         |

|   | Joueur                  | Carrière | Buts |
| - | ----------------------- | -------- | ---- |
| 1 | El Fardou Ben Nabouhane | 2014-    | 19   |
| 2 | Youssouf M'Changama     | 2010-    | 13   |
| 3 | Ibroihim Youssouf       | 2017-    | 8    |
| 4 | Faïz Selemani           | 2017-    | 7    |
| 5 | Rafiki Saïd             | 2023-    | 6    |
| 6 | Myziane Maolida         | 2023-    | 4    |
| 6 | Ahmed Mogni             | 2015-    | 4    |
| 8 | Bendjaloud Youssouf     | 2015-    | 4    |
| 7 | Raïdou Boina Bacar      | 2015-    | 3    |
| 8 | Mohamed Youssouf        | 2011-    | 2    |

### Sélectionneurs
| Période                  | Nom                          |
| 1985                     | Pierre Jacky                 |
| 2006 - 2007              | Ali Mbaé Camara              |
| 2007 - 2011              | Mohamed Abderrahmane Chamité |
| 2011-2013                | Ali Mbaé Camara              |
| janvier 2014 - fév. 2022 | Amir Abdou                   |
| mars 2022 - sep. 2023    | Younes Zerdouk               |
| oct. 2023 -              | Stefano Cusin                |

## Infrastructures
Construit en 2016, le stade omnisports de Iconi-Malouzini est inauguré en 2019. Il devient le nouveau stade résident des Cœlacanthes après le Stade Saïd Mohamed Cheikh de Mitsamiouli inauguré en 2007 .

## Soutien et image

### Maillots et équipementiers
La sélection n'a pas d'équipementier officiel jusqu'en 2015 où elle est équipée par Maana Sport, une marque comorienne spécialement créée pour l'équipe des Comores. Le partenariat dure jusqu'en 2019. En 2021, Macron devient le nouvel équipementier des sélections comoriennes,.
| Domicile 2016-2017 | Extérieur 2016-2017 | Domicile 2018-2019 | Extérieur 2018-2019 | Domicile 2022 | Extérieur 2022 | Troisième maillot 2022 |